# Dragana Golik
Dragana Golik (ur. 16 lutego 1976) – jugosłowiańska lekkoatletka, tyczkarka.
Trzykrotna mistrzyni kraju (1996–1998). Była rekordzistka Jugosławii.